# Voleibol de praia nos Jogos Centro-Americanos e do Caribe
O vôlei de praia é um dos esportes no programa esportivo dos Jogos Centro-Americanos e do Caribe desde 1998 e na edição seguinte foi novamente disputado.

## Quadro de medalhas

### Masculino
| Ordem | País       | Medalha de ouro | Medalha de prata | Medalha de bronze | Total |
| ----- | ---------- | --------------- | ---------------- | ----------------- | ----- |
| 1     | Cuba       | 4               | 0                | 1                 | 5     |
| 2     | México     | 1               | 4                | 2                 | 7     |
| 3     | Venezuela  | 1               | 2                | 1                 | 4     |
| 4     | Porto Rico | 1               | 0                | 2                 | 3     |
| 5     | Nicarágua  | 0               | 1                | 0                 | 1     |
| 6     | Colômbia   | 0               | 0                | 1                 | 1     |

### Feminino
| Ordem | País                 | Medalha de ouro | Medalha de prata | Medalha de bronze | Total |
| ----- | -------------------- | --------------- | ---------------- | ----------------- | ----- |
| 1     | México               | 3               | 2                | 1                 | 6     |
| 2     | Cuba                 | 3               | 1                | 0                 | 4     |
| 3     | Porto Rico           | 1               | 1                | 0                 | 2     |
| 4     | Venezuela            | 0               | 1                | 4                 | 5     |
| 5     | Colômbia             | 0               | 1                | 1                 | 2     |
| 6     | República Dominicana | 0               | 1                | 1                 | 2     |

### Geral
| Ordem | País                 | Medalha de ouro | Medalha de prata | Medalha de bronze | Total |
| ----- | -------------------- | --------------- | ---------------- | ----------------- | ----- |
| 1     | Cuba                 | 7               | 1                | 1                 | 9     |
| 2     | México               | 4               | 6                | 3                 | 13    |
| 3     | Porto Rico           | 2               | 1                | 2                 | 5     |
| 4     | Venezuela            | 1               | 3                | 5                 | 9     |
| 5     | Colômbia             | 0               | 1                | 2                 | 3     |
| 6     | República Dominicana | 0               | 1                | 1                 | 2     |
| 7     | Nicarágua            | 0               | 1                | 0                 | 1     |